# Lycomorphodes flavipars
Lycomorphodes flavipars là một loài bướm đêm thuộc phân họ Arctiinae, họ Erebidae.